# 그웬돌린 크리스티
그웬돌린 크리스티(Gwendoline Christie, 1978년 10월 28일~ )는 잉글랜드의 배우, 모델이다.
키 191cm이며 이는 할리우드 여배우 중에서 최장신이다.

## 작품 목록
- 제로법칙의 비밀
- 스타워즈: 깨어난 포스 - 파스마 대위 역
- 인 패브릭: 레드 드레스 - 그웬 역
- 왕좌의 게임 - 브리엔느 역